# Katrin Klujber
Katrin Klujber (født 21. april 1999 i Dunaújváros, Ungarn) er en kvindelig ungarsk håndboldspiller som spiller for Ferencváros TC og Ungarns kvindehåndboldlandshold.
I september 2018 blev hun udnævnt af EHF til et af de 20 mest lovende talenter i fremtiden, som er værd at holde øje med.

## Meritter
Ungdomslandshold
- U/17 VM:
  - Guld: 2018
- U/17-EM:
  - Bronze: 2015

Klubhold
- EHF Cup:
  - Vinder: 2016